# Tetiusji
Tetiusji (ryska: Тетюши; tatariska: Тәтеш; translitteration: Täteş) är en stad i delrepubliken Tatarstan i Ryssland. 
Folkmängden uppgår till cirka 11 000 invånare.

## Bilder

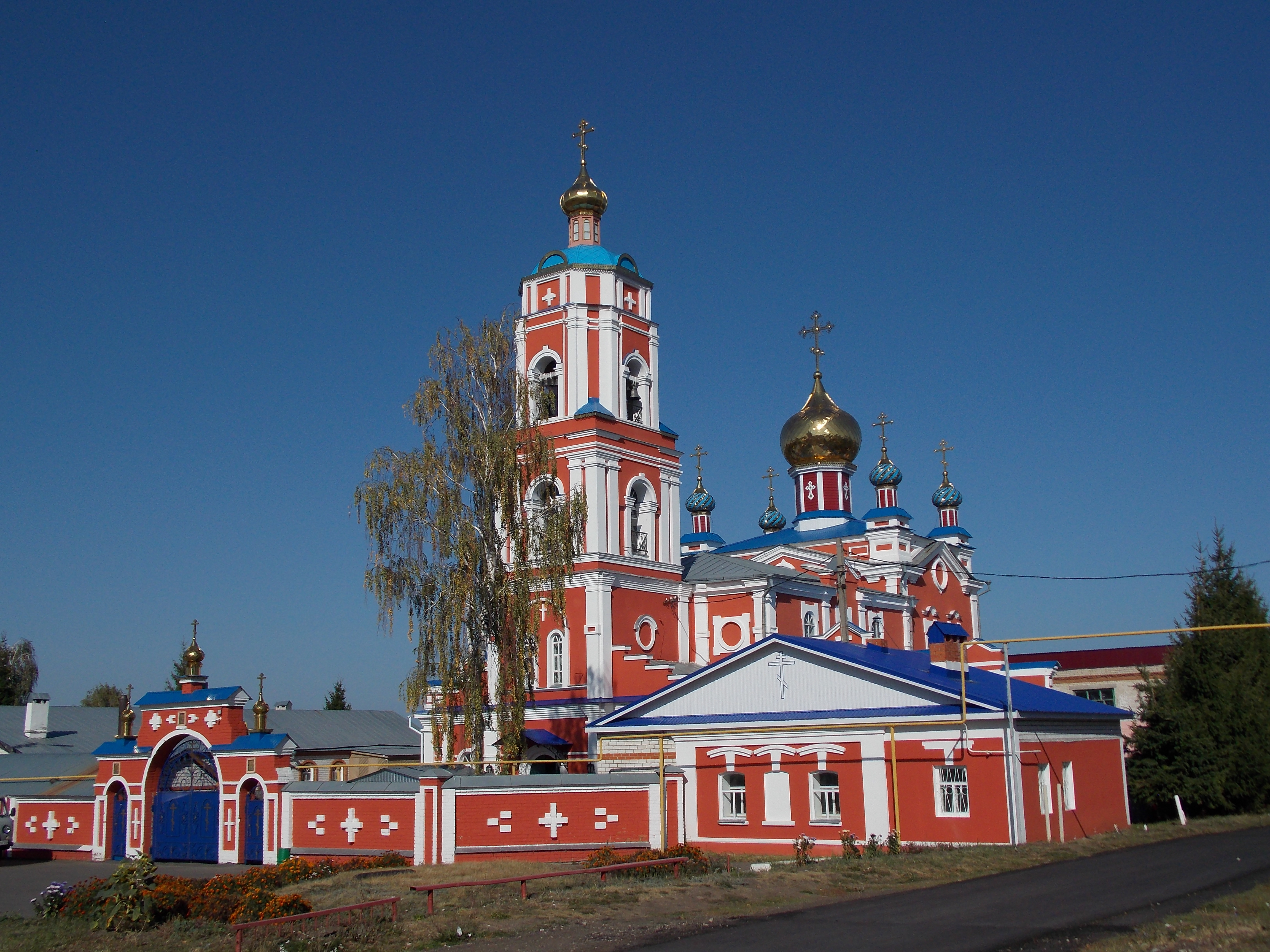
Den livgivande Treenighetens kyrka i Tetiusji.